# Përparim Rama
Përparim Rama (Pristina, 20 gennaio 1976) è un architetto e politico kosovaro, Sindaco di Pristina dal 7 dicembre 2021.

## Biografia
Nato a Pristina in una famiglia di albanesi si trasferì nel 1992 nel Regno Unito insieme alla cugina Ilirjana, dove ottenne asilo politico per sfuggire alla forte destabilizzazione del Kosovo, provocata principalmente dalle crescenti tensioni con la Serbia. Tra il 1995 e il 1998 portò avanti i suoi studi in architettura presso la London South Bank University, proseguendo tra il 2001 e il 2003 presso il Royal Institute of British Architects e ottenendo un master presso la University of East London.
Ha lavorato come consulente per l'aeroporto di Southampton e come insegnante presso la Scuola di Architettura dell'Università di Nottingham. Nel 2012 ha fatto parte del team che ha rappresentato il Kosovo alla Mostra internazionale di architettura di Venezia col padiglione "The Filigree Maker", che ha ricevuto recensioni positive dai media internazionali e dal Presidente della Biennale Paolo Baratta, che l'ha definito esempio di "architettura democratica". Ha lavorato anche come urbanista venendo coinvolto nella pianificazione territoriale delle Olimpiadi di Londra del 2012 e in diversi progetti per Basilea, Damasco, Doha, Dublino, New York e Praga.
Nel maggio 2021 è stato annunciato come candidato sindaco di Pristina della Lega Democratica del Kosovo (LDK), risultando eletto con circa il 50% dei voti e prestando giuramento il 7 dicembre dello stesso anno.

## Vita privata
Si è sposato nel 2012 con Kristale Ivezaj e ha tre figli.